# Пропаганда Исламского государства
Пропаганда Исламского государства — информационная деятельность террористической организации Исламское государство, направленная на распространение своих идей и привлечение сторонников. Пропаганду ведут штатные подразделения ИГ, а также добровольные последователи. Особенно активная работа ведётся в интернете. Исследователи Брукингского института в период за сентябрь-декабрь 2014 года насчитали как минимум 46 тысяч аккаунтов в «Твиттере», которые опубликовали более 5 миллионов постов, при этом постоянно появляются новые аккаунты.
Некоторые материалы ИГ отличаются высоким профессиональным уровнем, например, фильм «Звон мечей» («Salil al-Sawarim», 4-я часть).
Политолог Уран Ботобеков в апреле 2016 года писал, что пропагандистская машина ИГ наращивает объём информационных материалов для России, русский язык является третьим наиболее часто используемым языком в пропаганде ИГ после арабского и английского языков. Для стран Центральной Азии ИГ выпускает продукцию на киргизском, казахском, узбекском и таджикском языках.

## Структура
В централизованную информационную структуру Исламского государства входят подразделения:
- «Al-Furqan Institute for Media Production» — основное информационное бюро;
- «Al-I’tisam Media Foundation» — студия по производству видеопродукции (неактивна с 2015 года);
- «Al-Hayat Media Center» — материалы на иностранных языках для зарубежных потребителей, в частности, журнал «Дабик»;
- «Al-Ajnad Media Foundation» — распространение исламских песен (нашидов) и декламации Корана;
- «Furat Media» — материалы для России и бывших советских республик Центральной Азии, а также Юго-Восточной Азии.

Кроме того, в провинциях Сирии и Ирака работают местные информационные бюро. Медиаиндустрия Исламского государства ежемесячно производит около 2 тысяч наименований различной информационной продукции. Пресс-секретарь ИГ — Абу Мухаммад аль-Аднани, который выступал с официальными сообщениями от имени ИГ или от имени его лидера Абу Бакра аль-Багдади.
В Интернете ИГ распространяет информацию через социальные сети и сервисы «Твиттер», Telegram, Facebook, YouTube и Instagram. По оценке специалистов Госдепартамента США, в феврале 2015 года ИГ и его сторонники ежедневно генерировали 90 тысяч твитов и социальных откликов. Для сторонников было разработано приложение на Android для массовой рассылки сообщений (позднее заблокировано в Google Play). Для расширения аудитории в соцсетях сторонники используют и продвигают определённые хештеги. ИГ выпускает продукцию, выполненную на хорошем профессиональном уровне с привлечением опытных дизайнеров и использованием программного обеспечения (Adobe InDesign, Adobe Photoshop). В своих материалах ИГ использует спецэффекты, съёмку с разных ракурсов (включая съёмку с беспилотников и подводные съёмки), звуковой дизайн, постпродакшен.
ИГ выпускает нашиды (песни, исполняемые мужским вокалом), воспевающие его идеологию. Например, одно из видео с нашидом «Победы начинаются» манипулятивно объединяет слова, визуальные и звуковые эффекты, оно направлено на то, чтобы в сознании зрителей боец ИГ воспринимался не как террорист, а как «герой». Самым известным нашидом является «Моя умма, рассвет уже начался», выпущенный «Al-Ajnad Media» в конце 2013 года, часто его называют неофициальным гимном ИГ. Исследователь Йенского университета называет его «сильной песней с мощным и обнадёживающим идейным содержанием, которое исходит с позиции силы, а не слабости», она разительно отличается от старых песен, которые подчёркивали статус небольшой оппозиционной группы, противостоящей могучему государству и его силам безопасности. В нём прославляется ИГ, которое «зарождается» благодаря пролитой «крови праведников» и «джихаду благочестивых». Специалист по Среднему Востоку из Мэрилендского университета говорит, что даже такой неверующий человек, как он, замечает достоинства этой песни: она воодушевляет и придаёт силы. В конце 2015 года ИГ выпустило нашид «Мы муджахиды» на китайском языке, предположительно, ориентированный на мусульманское уйгурское население Синьцзян-Уйгурского автономного района Китая. Профессор Гонконгского университета отмечал, что мелодия песни «очень привлекательная, с почти гипнотическим звучанием», «цель таких песен — промывание мозгов».
Методы ведения пропаганды ИГ и враждующей с ним «Аль-Каиды» различаются. Например, «Аль-Каида» в конце 2014 года запретила обезглавливать пленников. Пресс-секретарь «Аль-Каиды на Аравийском полуострове» назвал это «варварством», заявив, что популяризация обезглавливания во имя ислама и джихада является «неприемлемой» и её нельзя ничем оправдать. ИГ более эффективно использует социальные сети и веб-платформы для привлечения сторонников, воспевая жестокость на беспрецедентном в современности уровне. Видео от ИГ отличающиеся крайней степенью насилия, привлекают больше внимания, чем материалы «Аль-Каиды».

## Содержание
Целями информационных сообщений ИГ являются: привлечение внимания мировых СМИ, противодействие пропаганде противников, привлечение новых сторонников, сбор пожертвований, устрашение врагов и т. д.
В материалах рассказывается о мощи и военных успехах ИГ, публикуются интервью с бойцами и командирами, демонстрируются казни заложников и врагов, обращения с угрозами к противникам, сцены мирной жизни в ИГ, интервью с жителями. Помимо материалов на военную тематику, ИГ, в частности, публикует фото, на которых бойцы едят шоколадные батончики и ухаживают за котятами (что является отсылкой к сподвижнику пророка Абу Хурайре, который хорошо относился к кошкам).
ИГ апеллирует к религиозным чувствам мусульман (в частности, убеждая их, что долг мусульманина — эмигрировать в ИГ), протестным настроениям против власти, чувству социальной справедливости, тяге к приключениям (убеждая юношей, что военный джихад является делом мужественных людей и сопряжён с приключениями).
Несколько обращений было посвящено России, например, видео «Скоро, очень скоро» (с угрозами терактов, в частности, в Москве) и видео с обезглавливанием людей, которых называют «агентами спецслужб».